# 12996 Claudedomingue
12996 Claudedomingue eller 1981 EV28 är en asteroid i huvudbältet som upptäcktes den 1 mars 1981 av den amerikanska astronomen Schelte J. Bus vid Siding Spring-observatoriet. Den är uppkallad efter Claude A. Domingue.
Asteroiden har en diameter på ungefär 6 kilometer.